# Tiếng Chavacano
Tiếng Chavacano hay Tiếng Chabacano, là một tiếng bồi trên cơ sở tiếng Tây Ban Nha được nói tại Philippines. Từ "Chavacano" xuất phát từ tiếng Tây Ban Nha "chabacano" có nghĩa là "khiếu thẩm mỹ kém" hay "thiếu thẩm mỹ", "tầm thường", "hạng kém", "tồi tàn" hoặc "thô tục". Ngôn ngữ này được phát triển tại Thành phố Cavite, Ternate và Ermita, và cũng được phát triển từ từ "chavano" được người dân Zamboanga tạo ra. Có 6 biến thể khác nhau được phát triển là: tiếng Zamboangueño ở Thành phố Zamboanga, tiếng Davaeño ở Davao, tiếng Ternateño ở Ternate, tiếng Caviteño ở Thành phố Cavite, tiếng Cotabateño ở Thành phố Cotabato và tiếng Ermiteño ở Ermita

## Lịch sử
Tiếng Chavacano là ngôn ngữ bồi trên cơ sở tiếng Tây Ban Nha duy nhất tại Châu Á. Ngôn ngữ này đã tồn tại hơn 400 năm và là một trong các ngôn ngữ bồi lâu đời nhất trên thế giới. Đây là ngôn ngữ duy nhất được phát triển tại Philippines mà không thuộc Ngữ hệ Nam Đảo.

## Nhân khẩu
Nơi có nhiều người sử dụng tiếng Chavacano nhất là Thành phố Zamboanga và tỉnh đảo Basilan. Một số ít người nói tiếng Chavacano cũng hiện diện ở Thành phố Cavite và Ternate. Tiếng Chavacano là ngôn ngữ chính của Thành phố Zamboanga và phương ngữ Zamboanguaño cũng là phương ngữ được sử dụng nhiều nhất của ngôn ngữ này, dân số của thành phố này được cho là trên một triệu người.
Những người sử dụng tiếng Chavacano cũng hiện diện ở thành phố Semporna ở bờ biển phía đông bang Sabah, Malaysia vì khu vực bắc Borneo khá gần gũi với Quần đảo Sulu và Bán đảo Zamboanga và khu vực đó từng nằm dưới quyền kiểm soát của Philippines thuộc Tây Ban Nha cho đến thế kỷ 19.